# Chavarch Nartouni
Chavarch Nartouni (en arménien Շաւարշ Նարդունի), né en 1898 à Armache, près de Constantinople et mort en 1968 à Marseille, est un médecin et écrivain arménien.

## Biographie
Chavarch Nartouni naît Askanaz Ayvazian en 1898 à Armache. Il fréquente l'école du village puis le Guétronagan de la ville d'Adapazar.
Exclu de l'école militaire de Constantinople, il arrive en France en 1923 pour faire des études de médecine à Paris. Médecin interne à l’hôpital psychiatrique d’Amiens, Nartouni collabore à la presse arménienne de Paris et fait partie, jusqu’à sa mort, de la rédaction de Haratch.
Il dirige l’Union des Arméniens de Paris, fonde l’Union des Orphelins adultes dont il dirige la revue. Ensuite, pendant de longues années, il publie la revue médicale Hay Pouj (médecin arménien). En 1931, il prend la tête de la revue Menk. Sa signature apparaît dans toutes les revues de la capitale, de Zvartnots à Andastan.
Il meurt à Marseille en 1968.

## Galerie

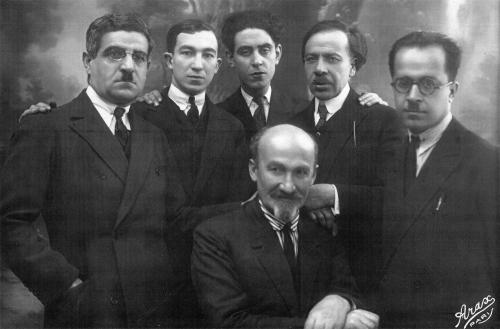
Rédaction du journal Haratch en février 1928 à Paris. De gauche à droite : Chavarche Missakian, Armen Lubin (Chanah Chahnour), Nichan Béchiktachlian, Melkon Kebabdjian, Chavarch Nartouni et Teotig.
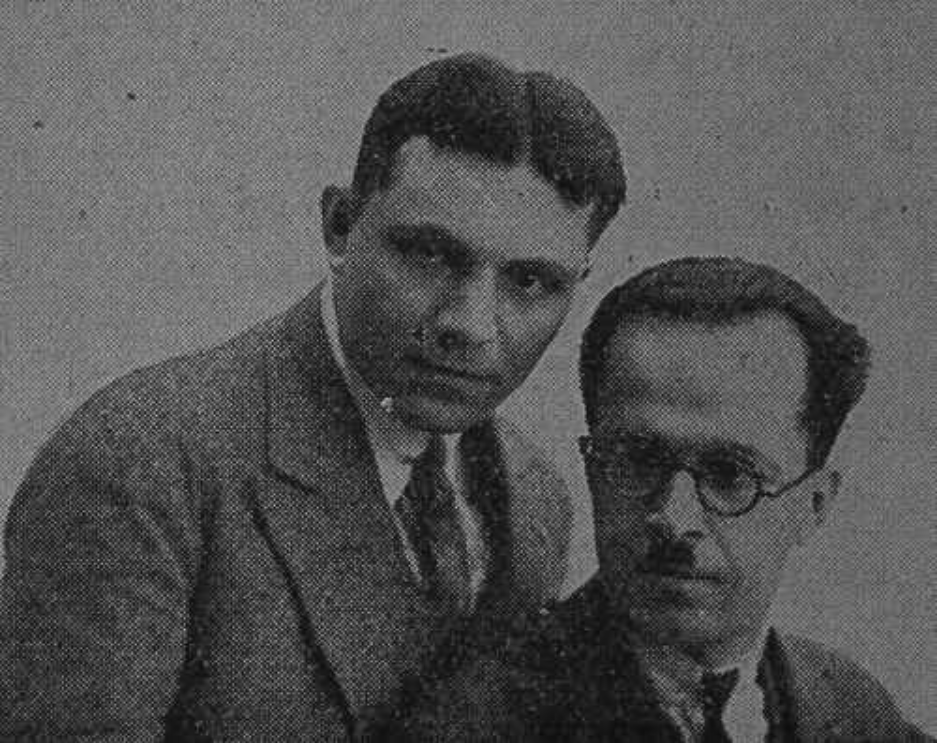
Vasken Chouchanian et Chavarch Nartouni.

## Citation
« Nous, jeunes gens privés de terre, nous voulons élever notre peuple sur la terre de l’art, afin qu’il puisse y persévérer, jusqu’à ce qu’il retrouve sa vraie terre, pour y dresser sa maison », Menk, no 1, p. 40

## Œuvre[4]
- (hy) Ալպօմ (Հէքեաթներու) [« Album (Conte de fées) »], Athènes, Impr. «Նոր Օր» (Nouveau jour),‎ 1927, 39 p. (BNF 41404029, SUDOC 231820798, lire en ligne)
- (hy) Մեղեդիներ, մեղեդիներ … : Հէքեաթ եւ բանաստեղծութիւն [« Mélodies, mélodies... Contes et poésies »], Paris, Impr. Haratch,‎ 1933, 220 p. (BNF 32479093, SUDOC 231807139, lire en ligne)
- (hy) Երուսաղէ՜մ, Երուսաղէմ… (Վիպերգութիւն) [« Jérusalem, Jérusalem… (Balade) »], Paris, Impr. A. Der Agopian,‎ 1938, 88 p. (SUDOC 231827210)
- (hy) Բանե՜ր, բանե՜ր, ի՜նչ բաներ… [« Choses ! Choses ! Quelles choses !… »], Paris, Impr. Barsamian,‎ 1941, 192 p. (SUDOC 231810113)
- (hy) Ծաղկամատեան (հէքեաթներ եւ պատմուածքներ) [« Livre de fleurs (Contes et récits) »], Paris, Impr. Araxes,‎ 1941, 192 p. (SUDOC 231818343)
- (hy) Կանանչ բաժակով (Նարդեան Շիթեր) [« Avec le verre vert »], Paris, Impr. A. Der Agopian,‎ 1945, 208 p.
- (hy) Ջրվէժ [« Cascade »], Paris, Impr. A. Der Agopian,‎ 1950, 175 p. (SUDOC 231808968)
- (hy) Վարդամատեան [« Livre des roses »], Paris, Impr. A. Der Agopian,‎ 1952, 192 p. (SUDOC 231823665)
- (hy) Մեղուին ճառը [« Le discours de l'abeille »], Paris, Haratch,‎ 1960, 48 p. (SUDOC 231805624)
- (hy) Լուսեղէն Շիրիմներ [« Tombes vitrées »], Paris, Haratch,‎ 1961, 172 p. (SUDOC 231819668)
- (hy) Սպիտակ Առաւօտ [« Matin blanc »], Paris, Haratch,‎ 1963, 160 p. (SUDOC 189705876)
- (hy) Լուսամատեան : Հէքեաթ եւ բանաստեղծութիւն քաղուած օտար պարտէզներէ [« Livre de lumière : Conte et poésie cueillis dans les jardins étrangers »], Paris, Haratch,‎ 1965, 160 p. (SUDOC 139935762)
- (hy) Ահա Ես ճանկերս լայն բացած, Paris, Impr. A. Der Agopian,‎ 1966, 198 p.
- (hy) Յանուն Մեսրոբ Մաշտոցի [« Au nom de Mesrop Machtots »], Paris, Haratch,‎ 1967, 192 p. (SUDOC 139936203), réédité au Liban en 1969
- (hy) Մեր հողերը, մեր հողերը [« Nos terres, nos terres »], Beyrouth, Impr. Hamaskaine,‎ 1967, 32 p.
- (hy) Նարդեան պատարագ [« La messe Nartian »], Beyrouth, Impr. Hamaskaine,‎ 1968, 196 p.
- (hy) Ընդհանրական ճառ [« Allocution générale »], Paris, Haratch,‎ 1968, 32 p.